# Listă de cărți: B
Lista cărți: A - Ă - B - C - D - E - F - G - H - I - Î - J - K - L - M - N - O - P - Q - R - S - Ș - T - Ț - U - V - W - X - Y - Z
- Babilonul Djinnului Albastru de Philip Kerr (2006)
- Balkan-Chronik de Michael W. Weithmann ISBN 3 7917 1447 3, ISBN 3 222 1232 67
- Baltagul de Mihail Sadoveanu (1930)
- Baudolino de Umberto Eco (2000)
- Băiețelul cel urât de Robert Silverberg (1958)
- Bărbatul care iubea copiii de Christina Stead (1940)
- Bătălia Vraciului de Joseph Delaney (2007)
- Bătrânul și marea de Ernest Hemingway (1952)

- Blestemul Abației de Dan Doboș (2003)
- Blestemul Chalionului de Lois McMaster Bujold (2001)
- Blestemul Nobilului Foul de Stephen R. Donaldson (1977)
- Blestemul Vraciului de Joseph Delaney (2006)

- Brigăzile-Fantomă de John Scalzi (2006)
- Brisingr de Christopher Paolini (2008)

- Burse de călătorie de Jules Verne (1903)